# Jun Maeda
Jun Maeda (麻枝 准?, Maeda Jun; Prefettura di Mie, 3 gennaio 1975) è uno scrittore, compositore, fumettista e autore di videogiochi giapponese, fondatore della compagnia Key.

La firma di Jun Maeda.

È considerato un pioniere del mezzo della visual novel, per lo più nakige. Ha contribuito maggiormente come sceneggiatore e compositore musicale per le visual novel che l'azienda produce. Il suo stile fu ispirato in origine da James Herbert Brennan, ed è influenzato dal romanzo La fine del mondo e il paese delle meraviglie di Haruki Murakami. Il suo nome di nascita in kanji era Maeda Jun (前田 純?), cambiato con quello attuale che però non ha alcun mutamento nella pronuncia. Originario della Prefettura di Mie, in Giappone, si è diplomato alla scuola superiore di Mie e in seguito si è laureato all'Università Chukyo con una specializzazione in psicologia. Prima di fondare la Key, Maeda ha lavorato per la società Tactics dove ha avuto un ruolo nella creazione di due giochi: Moon. e One: Kagayaku Kisetsu e. Dopo aver creato la Key, Maeda ha lavorato duramente su titoli famosi come Kanon, Air, Clannad, Little Busters!, Angel Beats! e Charlotte. È anche l'autore di una serie manga intitolata Hibiki no mahō.

## Biografia
Jun Maeda iniziò a scrivere in giovane età; quando frequentava la scuola elementare, Maeda scrisse il suo primo librogame amatoriale. All'inizio fu ispirato dalla serie di librogame Alla corte di re Artù di J.H. Brennan, in particolar modo dai primi due libri Il Castello di Tenebra e Caccia al Drago che trovava particolarmente interessanti. Durante la scuola media, Maeda lavorò al giornalino scolastico sul quale pubblicò anche alcune sue storie brevi. Una volta cominciata la scuola superiore di Mie, iniziò a scrivere testi per canzoni e a comporre musica. Fu a quel tempo che si immerse nel genere fantasy. Nel periodo all'Università Chukyo, Maeda riuscì a farsi pubblicare alcune storie brevi sul magazine di light novel The Sneaker, della Kadokawa Shoten. Infine, mentre scriveva la sua tesi di laurea, iniziò ad ascoltare musica techno.
Mentre frequentava ancora l'università, Maeda tentò di iniziare a lavorare come compositore di musiche per videogiochi e desiderava lavorare per grandi compagnie come Nihon Falcom Corporation, Namco e Capcom, ma non ebbe successo. Alla fine ottenne un colloquio con lo sviluppatore di videogiochi TGL, ma non fornì la documentazione richiesta e non ottenne il lavoro. Non avendo ottenuto un lavoro in questo campo, Maeda decise di tentare come sceneggiatore di videogiochi. A quel tempo, a metà degli anni '90, gli sceneggiatori per videogiochi di largo consumo erano inesperti, perciò Maeda fece una prova per giochi per adulti. Nel giro di un mese, scrisse una storia erotica di 300 pagine con l'intenzione di venderla a uno sviluppatore di giochi per adulti. Provò prima con la AliceSoft, produttrice della famosa serie Rance, ma finì col lavorare per la Scoop. Alla Scoop, nel 1997, contribuì come sceneggiatore capo al primo gioco della compagnia, Chaos Queen Ryōko; tuttavia Maeda non era felice in quell'ambiente di lavoro e rassegnò le dimissioni poco dopo aver completato il lavoro.
Dopo aver lasciato la Scoop nel 1997, Maeda andò a lavorare per la compagnia Tactics, appena fondata, sotto l'editore Nexton. Qui lavorò alla sceneggiatura e alle musiche di Moon., secondo gioco della compagnia, e, subito dopo, alla sceneggiatura di One: Kagayaku Kisetsu e, terzo gioco della Tactics. Dopo le critiche positive ricevute da entrambi i titoli, Maeda e gran parte dello staff che aveva contribuito alla realizzazione dei due giochi, tra cui Itaru Hinoue, Shinji Orito, Naoki Hisaya e OdiakeS, lasciarono la Tactics per lavorare sotto l'editore VisualArt's dove formarono la Key.
Dopo aver fondato la Key, Maeda lavorò a musiche e sceneggiatura del loro primo titolo, Kanon, pubblicato nel 1999, che fu molto popolare nel mercato giapponese dei giochi per adulti. Oltre a Maeda, gran parte della sceneggiatura fu scritta da Naoki Hisaya, che, però, lasciò la Key poco dopo la produzione di Kanon. In seguito a ciò, Maeda scrisse la maggior parte della sceneggiatura del titolo successivo della Key, Air, per il quale fu inoltre paroliere e uno dei compositori delle musiche. Dopo quattro anni, nel 2004, la Key pubblicò il proprio terzo e più lungo gioco, Clannad, per il quale Maeda scrisse gran parte della sceneggiatura: in tutto, Maeda fece il 75% del lavoro necessario alla realizzazione del gioco. Sempre nel 2004, Maeda iniziò a scrivere il suo primo manga, intitolato Hibiki no mahō, che era stato inizialmente concepito come una storia breve quando era uno studente. Nel 2005, Maeda lavorò a musiche e sceneggiatura per il quinto gioco della Key, Tomoyo After: It's a Wonderful Life, e ancora a musiche e sceneggiatura del sesto titolo, Little Busters!, pubblicato nel luglio 2007.
Nel numero del febbraio 2007 di Comptiq fu riportato che Maeda avrebbe avuto l'intenzione di non lavorare più nello staff di sceneggiatori della Key dopo il completamento di Little Busters!. Comunque, in un'intervista per il numero di dicembre 2007 di Dengeki G's Magazine, Maeda dichiarò che avrebbe lavorato ancora alle musiche del successivo gioco della Key. Nel 2007, Maeda compose anche il tema di chiusura per il gioco Himawari no Chapel de Kimi to per la compagnia Marron, e fu nello staff delle musiche per il gioco 5 della Ram, pubblicato nel luglio 2008. Maeda ha lavorato in collaborazione con Na-Ga e con Dengeki G's Magazine della ASCII Media Works alla serie anime e al media franchise di Angel Beats! come progettista e scrittore, oltre ad aver composto le musiche dell'anime. Maeda ha contribuito al nono gioco Key, Rewrite, con la composizione delle musiche e con il controllo qualità.
Nel 2015, Maeda ha progettato e co-sceneggiato la visual novel di Angel Beats!, componendo anche alcune musiche per il gioco. Maeda ha collaborato di nuovo con Na-Ga, Dengeki G's Magazine, P.A. Works e Aniplex per produrre la sua seconda serie animata Charlotte nel 2015, contribuendo come progettista, scrittore e compositore delle musiche. Nel 2016, Maeda rivelò di soffrire di cardiomiopatia dilatativa e di aver pertanto bisogno di un trapianto di cuore. Maeda è accreditato per il soggetto originale e la composizione delle musiche per la visual novel della Key Summer Pockets.

## Tematiche
Nelle sceneggiature scritte da Meda per le visual novel, ci sono alcuni temi ricorrenti correlati al concetto di famiglia e ai legami che tengono una famiglia unita. I legami prevalenti sono quelli materni in una relazione tra una madre e una figlia, come si può vedere in Kanon, Air e Clannad. Tuttavia, in uno dei suoi primi lavori, Moon., c'è un conflitto tra la protagonista femminile e la sua defunta madre. D'altra parte, Maeda raramente include descrizioni dettagliata di una relazione paterna nelle sue opere e solo in Clannad ha esplorato una tale relazione in profondità. Un altro tema ricorrente è quello del realismo magico, ovvero l'aggiunta di elementi fantastici a una storia che altrimenti apparirebbe normale, come l'aggiunta del mondo dell'illusione in Clannad o l'uso della magia in Air e gli elementi sovrannaturali in Charlotte. Similmente, il concetto di passare da un'ambientazione realistica e il mistico Mondo Eterno in One: Kagayaku Kisetsu e è stato paragonato al romanzo La fine del mondo e il paese delle meraviglie di Haruki Murakami, che utilizza una simile dicotomia tra realtà e fantasia.
Dopo la produzione di Moon. con le sue storie melanconiche, Maeda decide di tentare la strada di quello che sarebbe stato in seguito definito "crying game", cominciando con One: Kagayaku Kisetsu e. Un crying game in tal senso è un tipo di bishōjo game che può far piangere il giocatore per i personaggi e quindi avere un impatto più profondo sui giocatori. Quando lavorava a Kanon con un obiettivo simile, Maeda ha lavorato sugli elementi di depressione per le storie delle due eroine scritte da lui: Makoto Sawatari e Mai Kawasumi.

## Musica
Jun Maeda compone e scrive le parole per le canzoni e la musica di sottofondo presenti nei giochi sui quali lavora. Alla Tactics, ha composto una sola traccia musicale per Moon., ma non ha contribuito alle musiche di One: Kagayaku Kisetsu e. Alla Key, Maeda ha lavorato alle musiche di tutti i titoli prodotti eccetto Planetarian: chiisana hoshi no yume e Rewrite Harvest festa!. Ha anche composto e scritto le parole per la sigla di chiusura delle serie anime di Clannad, e per la sigla di apertura della serie Clannad After Story. Le musiche che Maeda compone per la Key sono pubblicate sotto l'etichetta discografica della Key, Key Sounds Label. Sotto questa etichetta, Maeda ha prodotto tre singoli e un album contenente canzoni scritte e musicate da lui.
Maeda ha scritto e composto le due canzoni "Doll", cantate separatamente da Lia e Aoi Tada, e "Human", cantate da Lia; entrambe le versioni di "Doll" furono usate come sigle di chiusura principali per la seconda stagione dell'anime Gunslinger Girl nel 2008, mentre "Human" fu usata per l'episodio finale. Il primo lavoro di Maeda come compositore principale fu con la visual novel del 2008, 5, della Ram, per la quale ha composto circa venti tracce di musica di sottofondo. Maeda ha scritto e composto anche le sigle di apertura e chiusura usate in 5. Maeda ha fondato la propria etichetta discografica chiamata Flaming June nel 2011, e il primo lancio per l'etichetta è stato il singolo "Killer Song" di Nagi Yanagi, pubblicato nel dicembre 2011. La Flaming June ha commercializzato un concept album di Yanagi il 25 aprile 2012 dal titolo Owari no Hoshi no Love Song.